# Roemeense presidentsverkiezingen 2025

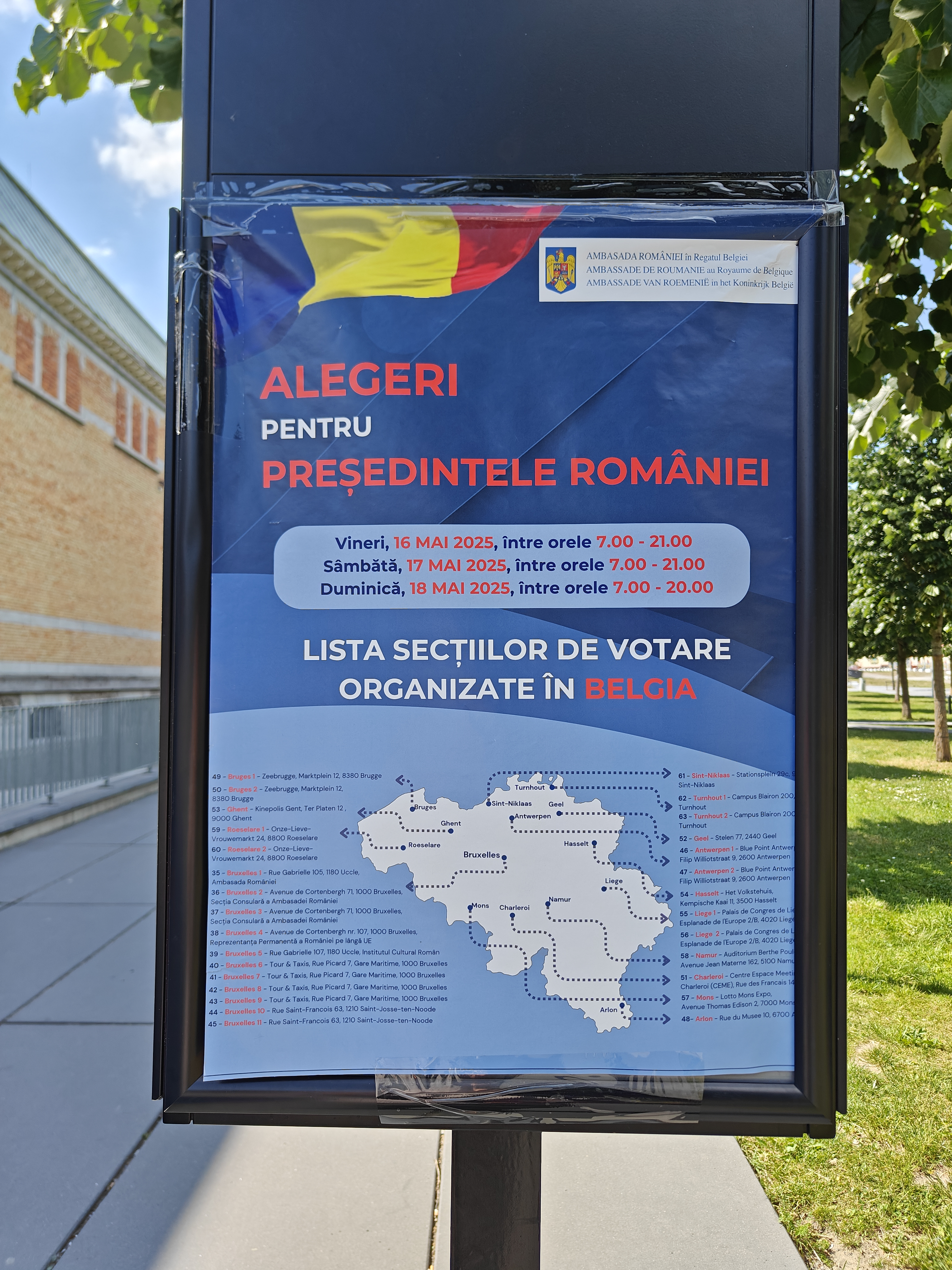
Aankondiging met stemlocaties op Thurn en Taxis in Brussel

Op 4 en 18 mei 2025 werden presidentsverkiezingen in Roemenië gehouden.
In 2024 vond reeds een presidentsverkiezing plaats, maar de tweede ronde werd geannuleerd wegens vermeende Russische inmenging in de verkiezing nadat Călin Georgescu de meeste stemmen kreeg. Georgescu werd uitgesloten van deelname aan de volgende verkiezing.
De pro-Europese Nicușor Dan (burgemeester van Boekarest) en de rechtse eurosceptische kandidaat George Simion namen deel aan de tweede ronde. Dan won met 53,60% van de stemmen.

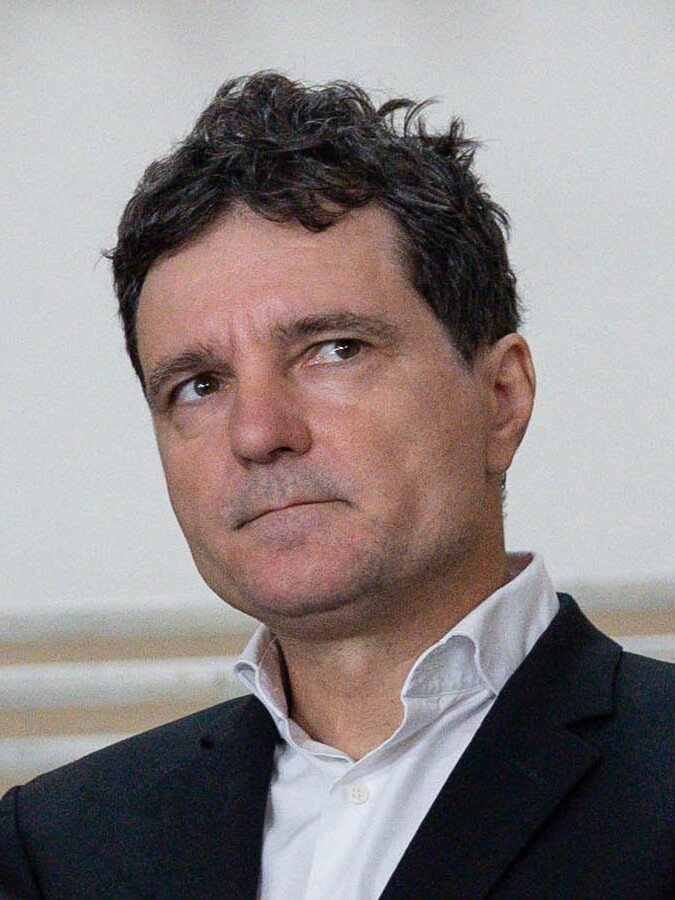
Nicușor Dan
George Simion

## Tweede ronde

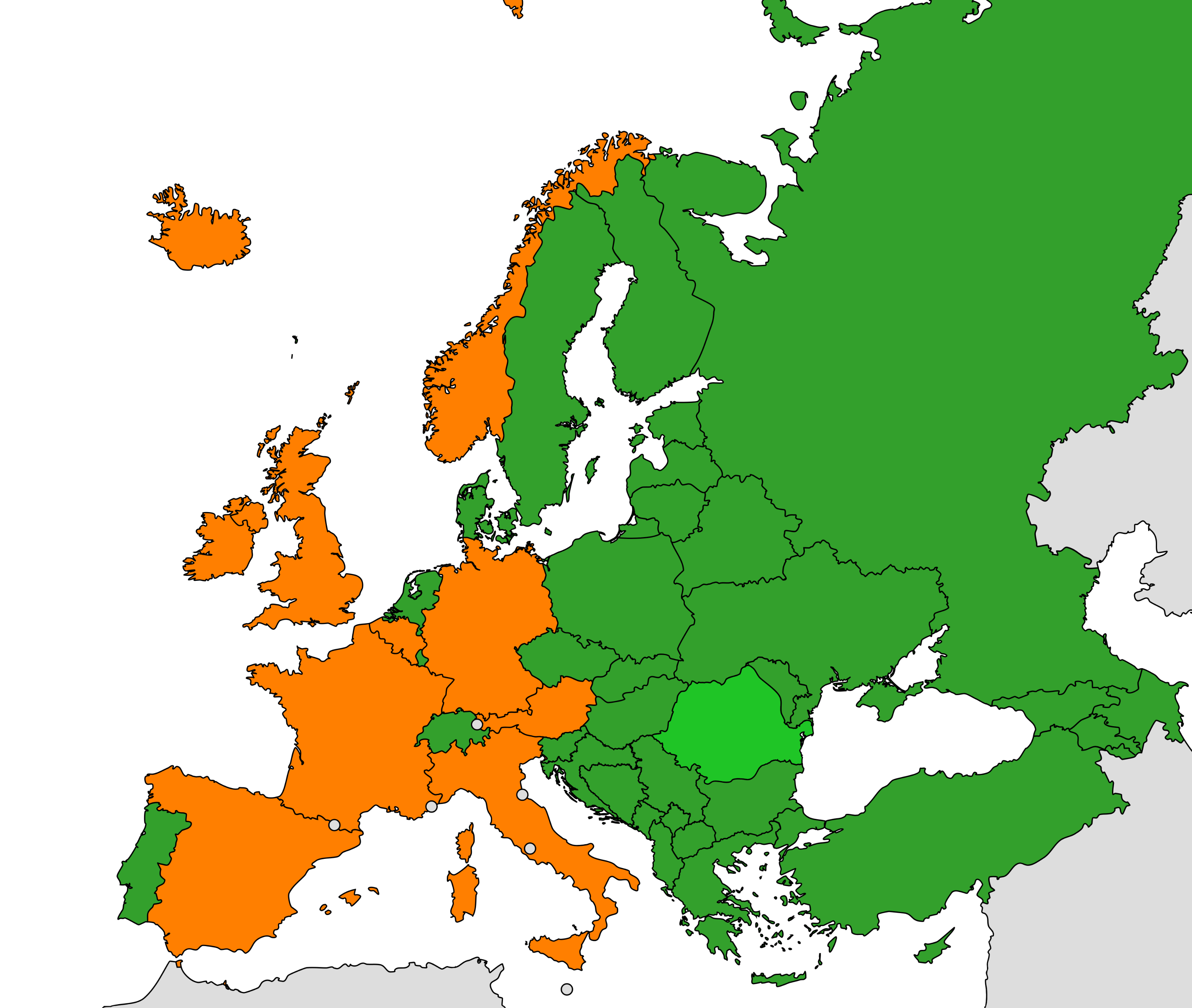
Stemmen van Roemeense burgers in de landen van Europa
De meerderheid stemde voor Nicușor Dan
De meerderheid stemde voor George Simion